# Музей украинской культуры
Музей украинской культуры (словац. Múzeum ukrajinskej kultúry; укр. Музей української культури) — музей в словацком городе Свиднике. Входит в структуру Словацкого национального музея.

## История
Музей создан в 1956 году в Прешове. Затем до 1964 года действовал в Красном Броде, с 1964 года — в Свиднике.

## Описание
Имеет историческую, этнографическую экспозицию и галерею икон. Этнографическая экспозиция — самая важная, содержит материалы о быте, одежде, народном искусстве, ремесленничестве украинского населения. Галерея икон является первой постоянной экспозицией памятников иконописи в Словакии. Музей осуществляет научную, просветительскую и издательскую деятельность, прежде всего, среди словацких украинцев. Издаёт «Научный сборник».